# Kampochloa
Kampochloa Clayton  é um género botânico pertencente à família Poaceae.